# Mitterkamm (Weißkam)
De Mitterkamm is een 3219 meter hoge berg in de Ötztaler Alpen in het Oostenrijkse Tirol.
De berg ligt in de Weißkam aan de noordwestelijke rand van de Mittelbergferner, precies tussen de 3159 meter hoge Mittagskogel en de 3344 meter hoge Mitterkopf in.
Beklimming van de berg is vergemakkelijkt door de bouw van de Pitztaler Gletscherbahnen. Vanaf het bergstation van deze lift op 2841 meter hoogte kan de voet van de Mitterkamm over de Mittelbergferner worden bereikt.